# Илия Тромпев
Илия Тодоров Тромпев е български офицер и деец на Вътрешната македонска революционна организация.

## Биография
Илия Тромпев е роден през 1894 година в град Прилеп, тогава в Османската империя, днес в Северна Македония. Той е български офицер, с чин майор. Революционер във ВМРО.
Самоубива се в Петрич през 1934 година, непосредствено след Деветнадесетомайския преврат, тъй като е преследван от новата власт. Погребан е в Централните софийски гробища.